# Agnieszka Liszewska
Agnieszka Liszewska (ur. 1 lipca 1965) – polska prawnik, doktor habilitowana nauk prawnych, nauczyciel akademicki. W latach 2011–2020 dziekan Wydziału Prawa i Administracji Uniwersytetu Łódzkiego.

## Życiorys
Studia prawnicze ukończyła w 1988. W tym samym roku rozpoczęła pracę w Katedrze Prawa Karnego. Stopień naukowy doktora nauk prawnych uzyskała w 1996 na podstawie rozprawy pt. Odpowiedzialność karna lekarza za błąd w sztuce lekarskiej. W 2004 uzyskała stopień doktora habilitowanego nauk prawnych na podstawie dorobku naukowego i rozprawy habilitacyjnej pt. Współdziałanie przestępne w polskim prawie karnym. Analiza dogmatyczna.
Odbyła staże naukowe na uniwersytecie UIA w Antwerpii oraz w Instytucie Maxa Plancka we Fryburgu Bryzgowijskim (stypendium Fundacji Thomasa Berbericha).
Jej zainteresowania badawcze dotyczą m.in. zagadnień przestępstw indywidualnych, odpowiedzialności karnej za przestępstwa popełnione w stanie odurzenia, przedmiotu prawnokarnej ochrony, prawa medycznego, przestępstw gospodarczych i korupcyjnych oraz przede wszystkim modelu odpowiedzialności karnej za przestępne współdziałanie w ujęciu prawnoporównawczym.
Autorka podręcznika do nauki prawa karnego materialnego (napisanego wspólnie z prof. K. Indeckim) oraz około 30 publikacji naukowych, w tym głównie artykułów.
Od 2004 pełniła funkcję prodziekana, a od 2011 dziekana WPiA UŁ. 22 kwietnia 2016 została ponownie wybrana na stanowisko dziekana tego Wydziału na kadencję 2016–2020.

## Książki, komentarze, rozdziały
- Odpowiedzialność karna za błąd w sztuce lekarskiej, Zakamycze 1998, s. 268.
- AIDS a tajemnica lekarska, Poznań 2001, s. 94 (współautor Wojciech Robaczyński).
- Współdziałanie przestępne w polskim prawie karnym. Analiza dogmatyczna, Wyd. UŁ., Łódź 2004, s. 231.
- Komentarz do art. 13-24 k.k., Legalis, Komentarze on-line, red. R. Stefański

## Podręczniki, skrypty
- Prawo karne materialne. Nauka o przestępstwie, karze i środkach penalnych, Dom Wydawniczy ABC 2002, s. 378 (współautor Krzysztof Indecki).
- ABC Samorządu Terytorialnego (red. A. Korzeniowska), rozdz. VIII - Odpowiedzialność karna za przestępstwa przeciwko samorządowi terytorialnemu, Bydgoszcz-Łódź 2004, s. 217-230.

## Artykuły
- Z problematyki przestępstw indywidualnych, Acta Universitatis Lodziensis, Folia Iuridica 47, 1991, s. 105-117.
- Problem odpowiedzialności karnej osób zażywających środki odurzające, Palestra 1992, nr 5-6, s. 37-46.
- Z problematyki przestępstwa rozboju (zagadnienia przedmiotu ochrony), Przegląd Sądowy 1993, nr 2, s. 62-73.
- Przestępne nadużycie władzy (art. 246), Kontrola Państwowa 1994, nr 1, s. 89-96.
- Wątpliwości wokół pojęcia błędu w sztuce lekarskiej, Acta Universitatis Lodziensis, Folia Iuridica 60, 1994, s. 129-137.
- Kilka uwag na temat charakteru prawnego czynności leczniczych, Acta Universitatis Lodziensis, Folia Iuridica 63, 1995, s. 103-114.
- Przestępstwo nadużycia zaufania a przestępstwo niegospodarności, Kontrola Państwowa 1995, nr 3, s. 113-119.
- Odpowiedzialność karna lekarza za niezgodne z prawem pobranie organów, tkanek lub narządów za życia dawcy, Palestra 1996, nr 5-6, s. 38-47.
- Prawnokarna ochrona prawa pacjenta do samostanowienia, Kontrola Państwowa 1996, nr 3, s. 80-89.
- Zgoda pacjenta na zabieg leczniczy, Państwo i Prawo 1997, nr 1, s. 36-48.
- Zastrzeganie wygórowanych odsetek (Lichwa w ujęciu prawa cywilnego i karnego), Kontrola Państwowa 1998, nr 6, s. 32-42 (współautor Wojciech Robaczyński).
- O karaniu niesumiennych dłużników, Kontrola Państwowa 1999, nr 3, s. 68-80 (współautor W. Robaczyński).
- Prawnokarna ocena zabiegów transplantacji organów, Prawo i Medycyna 1999, nr 3, s. 74-83.
- Problem zgody pacjenta jako dylemat aksjologiczny, Prawo i Medycyna 1999, nr 1, s. 85-90.
- Podżeganie i pomocnictwo a usiłowanie, Państwo i Prawo 2000, nr 6, s. 51-62.
- Problem odpowiedzialności karnej lekarza za przestępstwo łapownictwa biernego, Palestra 2001, nr 7-8, s. 18-28 (współautorka Joanna Garus-Ryba).
- Lichwa w świetle prawa cywilnego i karnego. Kolejny głos w dyskusji, Kontrola Państwowa 2004, nr 6, s. 86-99 (współautor Wojciech Robaczyński).
- Odpowiedzialność karna za współdziałanie przy przestępstwach indywidualnych w polskim prawie karnym, Czasopismo Prawa Karnego i Nauk Penalnych, Rok VIII: 2004, z. 1, s. 5-24.
- Prawnokarny obowiązek naprawienia szkody (w:) Aktualne Problemy Prawa Karnego Kryminologii i Penitencjarystyki, Wyd. UŁ, Łódź 2004, s. 395-415 (współautor Wojciech Robaczyński).
- Współdziałanie w odniesieniu do przestępstw nieumyślnych w polskim prawie karnym (w:) Zagadnienia współczesnej polityki kryminalnej pod red. T. Dukiet-Nagórskiej, Bielsko-Biała 2006, s. 35-43.
- Wybrane problemy polskiego i niemieckiego prawa karnego materialnego (w:) Związki prawa polskiego z prawem niemieckim pod red. A. Liszewskiej i K. Skotnickiego, Łódź 2006, s. 121-128.
- Problem zbiegu stadialnych postaci sprawczego współdziałania z dokonaniem podżegania i pomocnictwa (w:) Formy stadialne i postacie zjawiskowe popełnienia przestępstwa pod red. J. Majewskiego, Toruń 2007, s. 51-74.
- Odpowiedzialność karna lekarza za błąd w sztuce medycznej, Edukacja Prawnicza 2009 r., Nr 5, s. 3-9.
- Sporne problemy regulacji usiłowania nieudolnego w polskim kodeksie karnym (w:) T. Grzegorczyk (red.), Funkcje procesu karnego. Księga jubileuszowa Profesora Janusza Tylmana, Warszawa 2011, s. 727-744.
- Usiłowanie przestępstwa narażenia na niebezpieczeństwo, PiP 2012, nr 3, s. 20-33.

## Glosy
- Glosa do wyroku Sądu Najwyższego z dnia 29 kwietnia 1994 (WR 70/94), Palestra 1995, nr 5-6, s. 236–240.
- Glosa do wyroku Sądu Najwyższego z 2.06.2009, IV KK 11/09, LEX/el. 2010.
- Glosa do wyroku Sądu Najwyższego z dnia 23 lipca 2009, V KK 124/09, (Lex nr 519632), Studia Prawno-Ekonomiczne 2011, t. 84 (współautor W. Robaczyński).

## Inne publikacje
- Recenzja - M. Safjan: Prawo i medycyna. Ochrona praw jednostki a dylematy współczesnej medycyny, Warszawa 1998, rec. Państwo i Prawo 2000, nr 1, s. 93-96.
- Recenzja - S. Dąbrowski, J. Pietrzykowski: Ustawa o ochronie zdrowia psychicznego. Komentarz, Warszawa 1997, rec. Państwo i Prawo 1998, nr 1, s. 81-82.
- Analizy prawne zagadnień dotyczących odpowiedzialności karnej i odpowiedzialności zawodowej w medycynie dla serwisu elektronicznego "Prawo i zdrowie" Domu Wydawniczego ABC (36 analiz). Analizy były pisane i aktualizowane w latach 2004–2007 (ostatnia aktualizacja - 2007 rok).